# Nokia 7370
Nokia 7370 – telefon komórkowy produkowany przez firmę Nokia, działający w sieci GSM

## Dane techniczne

### Wyświetlacz
- Wyświetlacz TFT
- 262 tysiące kolorów
- 240x320 pikseli

### Pamięć
- około 10 MB

### Sieci
- 900 GSM
- 1800 GSM
- 1900 GSM

### Wymiary
- 88 x 43 x 23 mm

### Masa
- 102,22 gramów

### Czas czuwania (maksymalny)
- 270 godzin

### Czas rozmowy (maksymalny)
- 4 godziny

## Dodatkowe
- łączność bezprzewodowa Bluetooth
- wysyłanie i odbiór wiadomości E-mail
- wysyłanie i odbiór wiadomości multimedialnych (MMS)
- obsługa aplikacji JAVA

## Kolory obudowy
- Warm Amber / Złocisty
- Chocolate Brown / Czekoladowy Brąz